# Ochodaeus sakaii
Ochodaeus sakaii là một loài bọ cánh cứng trong họ Ochodaeidae. Loài này được Ochi, Masumoto & Li miêu tả khoa học đầu tiên năm 2006.